# Bremvisstaartje
Het bremvisstaartje (Nola holsatica) is een nachtvlinder uit de familie van de visstaartjes (Nolidae). 
De wetenschappelijke naam van de soort is voor het eerst geldig gepubliceerd door Sauber in 1916. 
Lange tijd is de soort gezien als ondersoort of vorm van het licht visstaartje (Nola aerugula), maar recentelijk is het bremstaartje weer als volwaardige soort erkend. Het bremvisstaartje is van een donker en contrastrijk licht visstaartje te onderscheiden doordat over de achtervleugel een donkere dwarsband loopt, die bij het licht visstaartje ontbreekt.
De soort komt voor in België, Denemarken en Nederland en is zeldzaam.